# Rossie (Iowa)
Rossie è un comune degli Stati Uniti d'America, situato nello Stato dell'Iowa, nella contea di Clay.